# Berettyószentmárton
Berettyószentmárton egykor önálló község, 1970 óta Berettyóújfalu része.

## Fekvése
A Debrecent Nagyváraddal összekötő útvonal közelében helyezkedik el, Berettyóújfalu belvárosától mintegy 2,5 kilométerre délre, a Berettyó bal partján.
Bocs, Hídköz, Kórogy és Szómajom puszták tartoznak hozzá.

### Megközelítése
Központján keresztülhalad, nagyjából észak-déli irányban a 47-es főút, közúton ezen érhető el a legegyszerűbben, a városközpont felől éppúgy, mint az Alföld távolabbi városai közül Debrecen, valamint Szeged-Békéscsaba felől is. A Püspökladánytól Nagyvárad felé vezető 42-es főút a lakott területét elkerülve, attól keletre húzódik, azzal a 427-es főút köti össze. Belterületének déli szélén indul a 4217-es út, amely Mezősassal és Körösszegapátival köti össze.
A hazai vasútvonalak közül a Püspökladány–Biharkeresztes-vasútvonal húzódik Berettyószentmártonhoz legközelebb, a városrész északi peremvidékén; Berettyóújfalu vasútállomás a központjától alig több mint egy kilométerre északra helyezkedik el.

## Története
Vám- és pénzszedőhely, Mátyás király 1481-ben vásártartási jogot adományozott a településnek.
Vályi András szerint „SZENT MÁRTON. Berettyó Szent Márton. Magyar falu Bihar Várm. földes Urai Baranyi, és több Uraságok, lakosai többen ó hitüek, ’s Klastromja is van, fekszik N. Váradhoz 1/2 mértföldnire; határja jeles termésű, piatzok közel van.”
Fényes Elek szerint „Berettyó-Szent-Márton, magyar falu, Bihar vmegyében, nehány száz ölnyire B.-Ujfaluhoz, a Debreczenből Váradra vivő országutban, mindeniktől 3 1/2 mfdnyire a Berettyó mellett. Van 201 férfi lakosa, kik közt 132 reform., 35 kath., 4 gör. kath., 20 n. e. óhitü, 9 zsidó. A rom. katholikusok Liptóból szakadtak ide. Ref. és kath. parochia. A közlakosok mind zsellérek, s köztök 9 mesterember. Nagy vizimalom a Berettyón. Az egész határt e 4 puszta teszi: Sz.-Márton, Ujlak, Sz.-Dienes, és Szomalyom. – A három elsők közül egy minden harmadik évben ugarnak, kettő pedig ősz és tavasz vetés alá használtatik; Szomajom ellenben minden évben tilalmas. Mind a 4 puszta kiterjedése tesz 1100 négyszögölével 11,700 holdat, mellynek mintegy harmada kaszálló; a többi pedig szántóföld. Szőlője, erdője nincs; s az egész határ majorsági birtok. Mi a föld minőségét illeti, Szomajom gazdag fekete szántóföldekkel s rétekkel bir, de a többi 3 puszta szíkes lévén, csak közép termékenységü, hanem a szarvasmarha, juhtenyésztés általában jó karban áll. Főbb birtokosok: Baranyi Károly, Laszkay Ferencz, báró Rudnyánszky Sándor és Dessewffy Ignácznő. A két első birja az egész három első pusztának 3/6 részét. Báró Rudnyánszky és Dessewffyné a 4 pusztában 1/6 részesek; a kisebb birtokosok ugyan azokban 2/6 részesek. Szomajomban zálogos birtokos Izsák János 1/4 részben, másik 1/4 birja neje után Elek Pál. Kisebb birtokosok: a Pázmán család leányági ivadékai.”
Bihar vármegye monográfiája szerint „Berettyó-Szent-Márton. Berettyó-Szent-Márton, az alföldi síkságon, a Berettyó balpartján, a budapest–predeáli vasútvonal mentén fekvő magyar nagyközség. Benne az összes felekezetek képviselve vannak, de köztük az ev. ref. vallásuak vannak többségben. Házainak száma 204, lakosaié 1349. Van postája, távírója és vasúti állomása. A község már az 1333-iki pápai tizedjegyzékben mint egyházas hely szerepel, s Szent-Márton tiszteletére szentelt egyházától veszi a nevét. 1481-ben Mátyás királytól nyert vásártartási jogot, a XV. században vámszedő hely, és ugyanekkor a Berettyón réve volt. Birtokosai az idők folyamán a következők voltak: 1319-ben Pázmán György, 1552-ben Pázmán Péter és Gáspár, 1732-ben Baranyi Miklós, Kodormán György és Pál, Komáromy György, Társy Mátyás, Orbán János és István, 1755-ben dancsházi Nagy Benedek, Naményi Ignácz, Baranyi Miklós és Gábor, a mult század első felében báró Vay Miklós, Novák Kristóf, Leszkay Ferencz, gr. Rhédey Ferencz, Baranyi Károly és báró Rudnyánszky Sándor. Jelenleg báró Bánhidy Sándornénak, Elek Gusztávnak, Leszkay Jánosnak és Gyulának, Reviczky Józsefnek és özv. Vertán Andrásné örököseinek van itt nagyobb birtoka. A községben két templom van. Az ev. ref. templom 1787-ben, a róm. katholikus 1818-ban épült. A községhez tartoznak Szomalyom, Rekettyés, Bácsó, Kodormány, Ujlak, Szolnoktó, Péntekhalom, Nagy-Hidköz, Kis-Hidköz, Nagy-Bócs, Kis-Bócs, Lapos, Merza és Vertán nevű puszták, melyeknek egy része elpusztult községek nevét örökíti meg. Így Bócs puszta, egy 1451-iki oklevél szerint akkoriban Bócshida néven szerepelt, de mint község már 1274-ben fennáll, a mikor Pázmán fia Ders volt a földesura. Egy 1354-iki oklevél pedig telepes lakosairól emlékezik meg. Szomalyom puszta a XII. század végén szintén már mint egyházas község szerepel és a Pázmán család birtoka. Ősi templomának helyét a nép ma is klastrom-dülőnek nevezi. Ujlak puszta a XIV. század elején szintén mint a Pázmán nemzetség birtoka említtetik és az 1552-iki adóösszeírás alkalmával még mindig e nemzetség birtokában van. Mind e községeket az 1660-iki török dúlások pusztították el Berettyó-Szent-Mártonnal együtt. Ez felépült, amazok pusztán maradtak. A község 1848-ban is sokat szenvedett hol az orosz, hol a magyar csapatoktól.”
1970-ben Berettyóújfaluhoz csatolták. Az összevont település 1978-ban városi rangot kapott.

## Nevezetességek
- Szent Márton római katolikus templom